# Agrilus zanthoxylumi
Agrilus zanthoxylumi é uma espécie de inseto do género Agrilus, família Buprestidae, ordem Coleoptera.
Foi descrita cientificamente por Zhang & Wang, 1992.